# VR-Klasse B 60
Die Klasse B 60 der staatlichen australischen Eisenbahngesellschaft Victorian Railways (ViCRail) ist eine Baureihe sechsachsiger dieselelektrischer Lokomotiven der Firma Clyde Engineering in Granville in New South Wales. Die Maschinen waren die ersten Diesellokomotiven für Hauptstrecken der Victorian Railways.

## Vorgeschichte

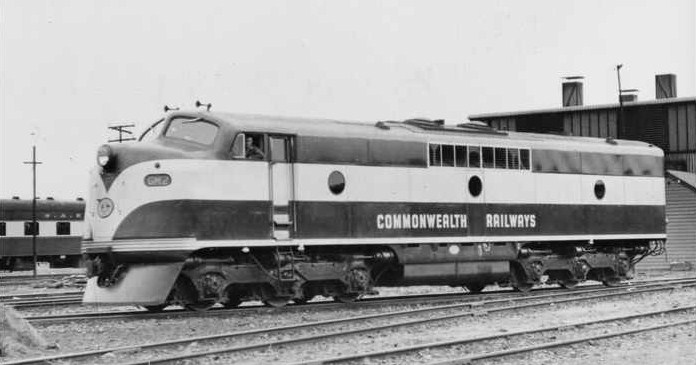
GM-Lokomotive der Commonwealth Railways, ca. 1951

Auf der Basis der US-amerikanischen Baureihe EMD FP7,  einer vierachsigen Diesellokomotive von General Motors Electro-Motive Division (EMD), entwickelte Clyde Engineering eine sechsachsige Variante für den Einsatz in Australien. Dies war nötig, da nur mit zwei dreiachsigen Drehgestellen die Achslast auf etwa 18 t begrenzt werden konnte. Zudem erforderte das kleinere australische Lichtraumprofil einen niedrigeren und schmaleren Wagenkasten. Dadurch wurde die zudem besser gegen das Eindringen von Staub abgedichtete Maschine länger als die FP 7.
Die ab 1951 an die Commonwealth Railways (CR) gelieferten 47 normalspurigen Maschinen hatten die Achsfolge (A1A)(A1A), ihre Drehgestelle (Schweißkonstruktion mit Flexicoil-Schraubenfederung) waren eine australische Entwicklung. Wie ihre amerikanischen Vorbilder wiesen diese Lokomotiven der Baureihe GM (GM-Class; „Single-ended-streamliner“) nur einen Führerstand auf. 16 oder 18 entsprechende Maschinen für die Spurweite 1600 mm (Irische Breitspur) gingen als Class S an die Victorian Railways und sechs an die State Rail Authority of New South Wales.

## Geschichte und Beschreibung
1952/53 fertigte Clyde Engineering für ViCRail auf der Konstruktionsbasis der GM-Class 26 Lokomotiven mit beidseitigen Führerständen. Die für die Spurweite 1600 mm gebauten Maschinen hatten die Achsfolge Co’Co’ und wurden als „Double-cab-units“ bezeichnet. Sie gelten als die Baumuster der von Nydqvist och Holm (NOHAB) in GM-Lizenz gebauten AA16 und der NMBS/SNCB-Reihe 202 von Anglo-Franco-Belge (AFB). In der B 60 liefen, wie auch in der FP7 und der AA16, wassergekühlte, langsam laufende 16-Zylinder-Zweitakt-Dieselmotoren des Typs GM 567.

### Daten der B 60 im Vergleich mit der FP7 und der AA16
|                          | FP7 (A-Unit)1 | ViCRail Class B 60 | DSB MY (NOHAB AA16) |
|                          |               |                    |                     |
| Länge                    | 16.6622       | 17.6783            | 17.7003             |
| Breite des Wagenkastens  | 2997          | 2972               | 2920                |
| Höhe ohne Dachaufbauten4 | 42675         | 4115               | 4150                |
| Achsfolge                | Bo’Bo’        | Co’Co’             | (A1A)(A1A)6         |
| Leistung                 | 1118 kW       | 1118 kW            | 1433 kW7            |
| Höchstgeschwindigkeit    | 152 km/h      | 133 km/h           | 133 km/h            |

1 A-Unit: führender Triebkopf mit einem Endführerstand und stromlinienförmiger Schnauze; B-Unit: führerstandsloser „Booster“, der von einer A-Unit aus gesteuert wird

2 über Kupplung

3 über Stirnbalken

4 Dachaufbauten: Kühlerventilatoren, Abgasrohre, Signalhörner

5 4570 mm inkl. Dachaufbauten

6 DSB MY und MX; Co’Co’ bei den meisten Maschinen der Norges Statsbaner (NSB), denen der ungarischen Staatsbahnen MÁV und den bei AFB gebauten Lokomotiven

7 DSB MY 1106–1159 und MÁV M61

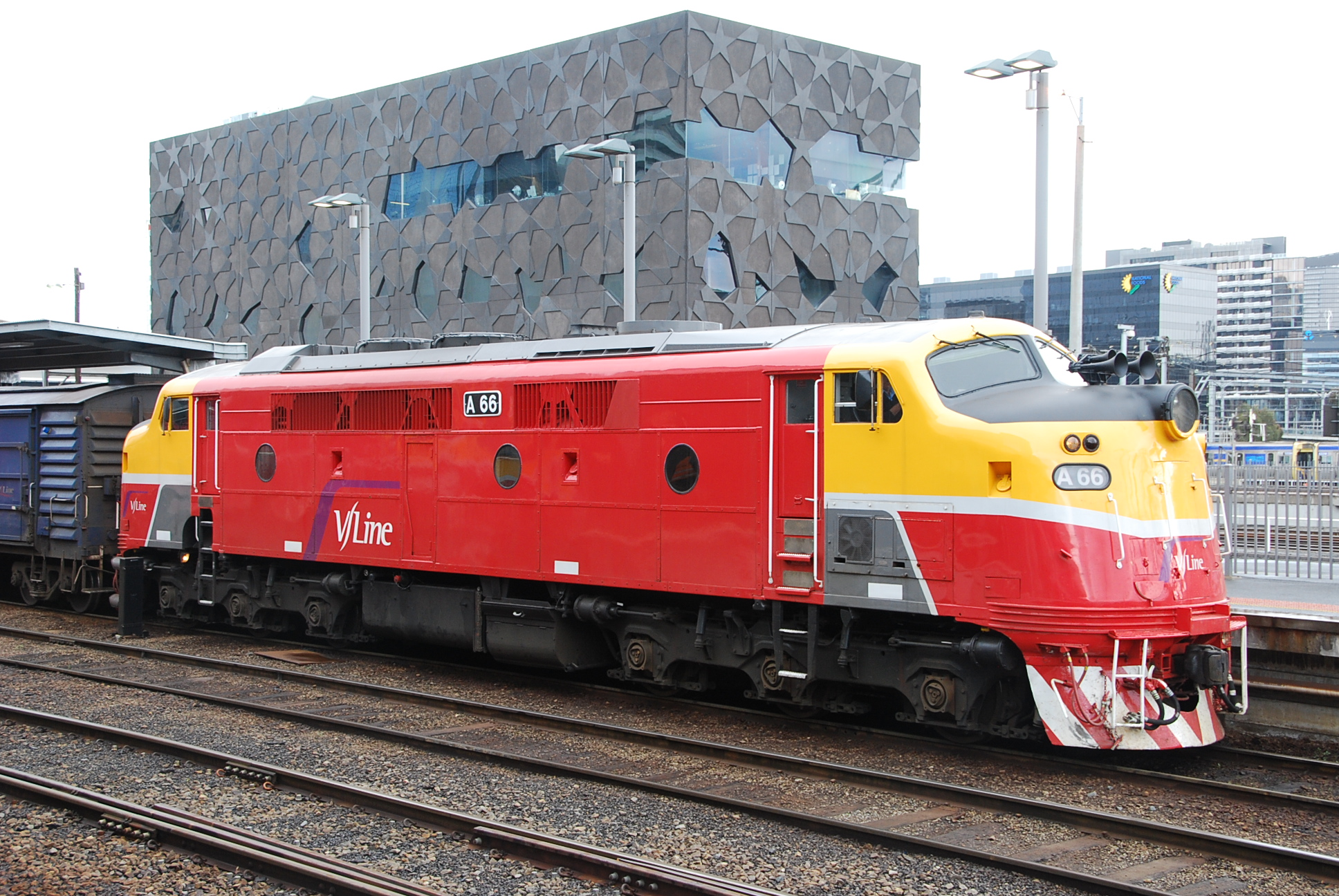
A 66 (vormalige B 66) in der Farbgebung orange/mandarine in Melbourne, 2010

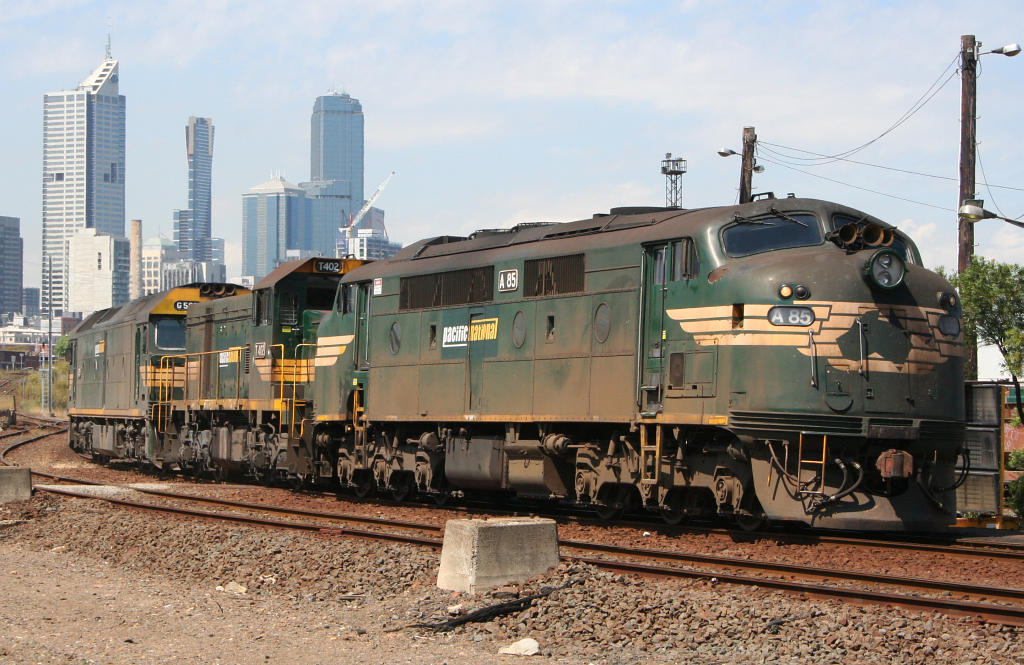
A 85 in der Livrée Freight Australia vor einem Güterzug in Melbourne, 2007

Victorian Railways setzten die Maschinen zunächst vor Express-Reisezügen und schnellen Güterzügen ein. Mit der Zeit wurden sie durch leistungsfähigere Lokomotiven ersetzt und in den leichten Personenzugdienst verdrängt.
Im Zuge eines Umbauprogramms wurde bei elf Loks der 1118 kW leistende Motor GM 567 B durch den 12-Zylinder-Motor GM 645 E3B ersetzt, der es mit Turbolader auf 1838 kW brachte. Diese Maschinen wurden, unter Beibehaltung der Betriebsnummer 60 ff, der Class A zugeordnet und dem Intercity-Dienst zugeführt. Es handelte sich um die Fahrzeuge 60, 62, 66, 70, 71, 73, 77–79, 81 und 85, die das Farbschema orange und mandarine erhielten. Zugunsten der Beschaffung neuer Lokomotiven der Class N brach das nun als V/Line firmierende Unternehmen 1987 das Umbauprogramm ab.

## Verbleib
Einige der nicht umgebauten Lokomotiven kamen zur privatisierten West Coast Railway. Als betriebsfähige Museumslok ist die B 74 erhalten.